# فرودگاه کاراتا
فرودگاه کاراتا (به انگلیسی: Karratha Airport) یک فرودگاه همگانی با کد یاتا KTA است که یک باند فرود ۲۲۸۰ دارد و طول باند آن ۷۴۸۰ متر است. این فرودگاه در کشور استرالیا قرار دارد و در ارتفاع ۹ متری از سطح دریا واقع شده‌است.

## شرکت‌های هواپیمایی و مقصدهای پروازی
| شرکت‌های هواپیمایی       | مقصدهای پروازی |
| ----------------------- | -------------- |
| رجیونال اکسپرس ایرلاینز | کنز            |